# Trýfon Alexiádis
Trýfon Alexiádis (grec moderne : Τρύφων Αλεξιάδης) est un homme politique grec, vice-ministre des Finances depuis le 18 juillet 2015.

## Biographie
Il est le président du syndicat des percepteurs. Le 18 juillet 2015, il est nommé vice-ministre des Finances du Gouvernement Tsípras I,, en remplacement de Nádia Valaváni.